# Berufsverband Niedergelassener Chirurgen
Der Berufsverband Niedergelassener Chirurgen (BNC) wurde 1996 gegründet und vertritt als Berufsverband die Interessen von Chirurgen, die in freier Praxis in Deutschland tätig sind. Der Verband hat insgesamt rund 1.500 Mitglieder, die in Einzel- und Gemeinschaftspraxen, Praxiskliniken, ambulanten OP-Zentren oder Medizinischen Versorgungszentren (MVZ) arbeiten.

## Ziele
Ziel des Berufsverbandes Niedergelassener Chirurgen (BNC) ist es zum einen, die Aus- und Weiterbildung seiner Mitglieder zu fördern. Hierfür organisiert er unter anderem in Kooperation mit anderen Berufsverbänden den jährlichen Bundeskongress Chirurgie in Nürnberg. Die Verbandszeitschrift dient der Information der Mitglieder. Auf politischer Ebene setzt sich der BNC für die politische und finanzielle Förderung der ambulanten chirurgischen Behandlung sowie den interdisziplinären Austausch ein. Der BNC setzt sich dafür ein, die ambulante chirurgische Versorgung der Bevölkerung sicherzustellen und zu erhalten sowie die Bevölkerung über aktuelle Entwicklungen in der Chirurgie aufzuklären.

## Aufbau und Arbeitsweise
Der BNC ist der Dachverband für 24 regionale Arbeitsgemeinschaften Niedergelassener Chirurgen (ANC). Jede ANC ist ein eigenständiger Verein mit Satzung und Vorstand. Die Delegierten der 24 ANC wählen alle fünf Jahre einen fünfköpfigen Vorstand, der die Aktivitäten des BNC auf Bundesebene lenkt. In einigen regionalen ANC haben sich Genossenschaften Niedergelassener Chirurgen (GNC) gebildet, welche die politische Arbeit der ANC auf dem betriebswirtschaftlichen Sektor koordinieren (Einkaufsgemeinschaften, Rahmenverträge, Qualitätssicherung, Praxishygiene etc.). Im Jahr 2014 sind die GNC Nordrhein, die Genossenschaft niedergelassener Operateure Hessen (GNOH) und die GNC Bayern für ihre Mitglieder aktiv, eine weitere Genossenschaft in Niedersachsen folgte.
Darüber hinaus ist der BNC Mitglied im Spitzenverband Fachärzte Deutschlands e.V. (SpiFa).

## Vorsitzende
- 1996 bis 2000: Klaus Buschmann, Nürnberg
- 2000 bis 2002: Manfred Giensch, Hamburg
- 2002 bis 2014: Dieter Haack, Stuttgart
- 2014 bis 2021: Christoph Schüürmann, Bad Homburg
- Seit 2021: Jan Henniger, Frankfurt